# Galeries royales Saint-Hubert
Les galeries royales Saint-Hubert (en néerlandais : Koninklijke Sint-Hubertusgalerijen) à Bruxelles forment un complexe de trois passages commerciaux couverts sur toute leur longueur par un vitrage en arcades. Elles ont été conçues par l'architecte Jean-Pierre Cluysenaar et inaugurées en 1847. Elles se composent de la galerie du Roi, la galerie de la Reine et la galerie des Princes.

## Histoire
Les galeries royales sont l'œuvre de l'architecte Jean-Pierre Cluysenaar et financées par Jean André De Mot, banquier. Inaugurées en 1847, ces galeries sont parmi les plus anciennes d'Europe avec le passage du Caire à Paris (ouvert en 1798), le passage Lemonnier de Liège (premier passage couvert de Belgique inauguré en 1838), le passage Pommeraye à Nantes, et sont antérieures au Passage (Пассаж) de Saint-Pétersbourg (1848), à la galerie Vittorio Emanuele II de Milan (1878), et au passage de La Haye (nl) (1885).
Elles furent inaugurées le 20 juin 1847 par Léopold Ier en présence de ses trois enfants, le Duc de Brabant (futur Léopold II), le Comte de Flandre, Philippe de Belgique (arrière-arrière-grand-père du roi actuel) et la princesse Charlotte de Belgique. Par la suite, que ce soit par visite officielle ou par visite privée, tous les monarques ou futurs monarques ou membres de la famille royale ont fréquenté (ou fréquentent encore) les galeries royales Saint-Hubert. Par exemple, la reine Astrid était une habituée de la Ganterie Italienne dans la galerie de la Reine. Et pourtant, ce n'est qu'en 1969 que ces galeries devinrent officiellement royales.
Les galeries royales ont été proposées en 2008 pour une inscription au patrimoine mondial et figurent sur la « liste indicative » de l'UNESCO dans la catégorie patrimoine culturel.

## Les différentes galeries

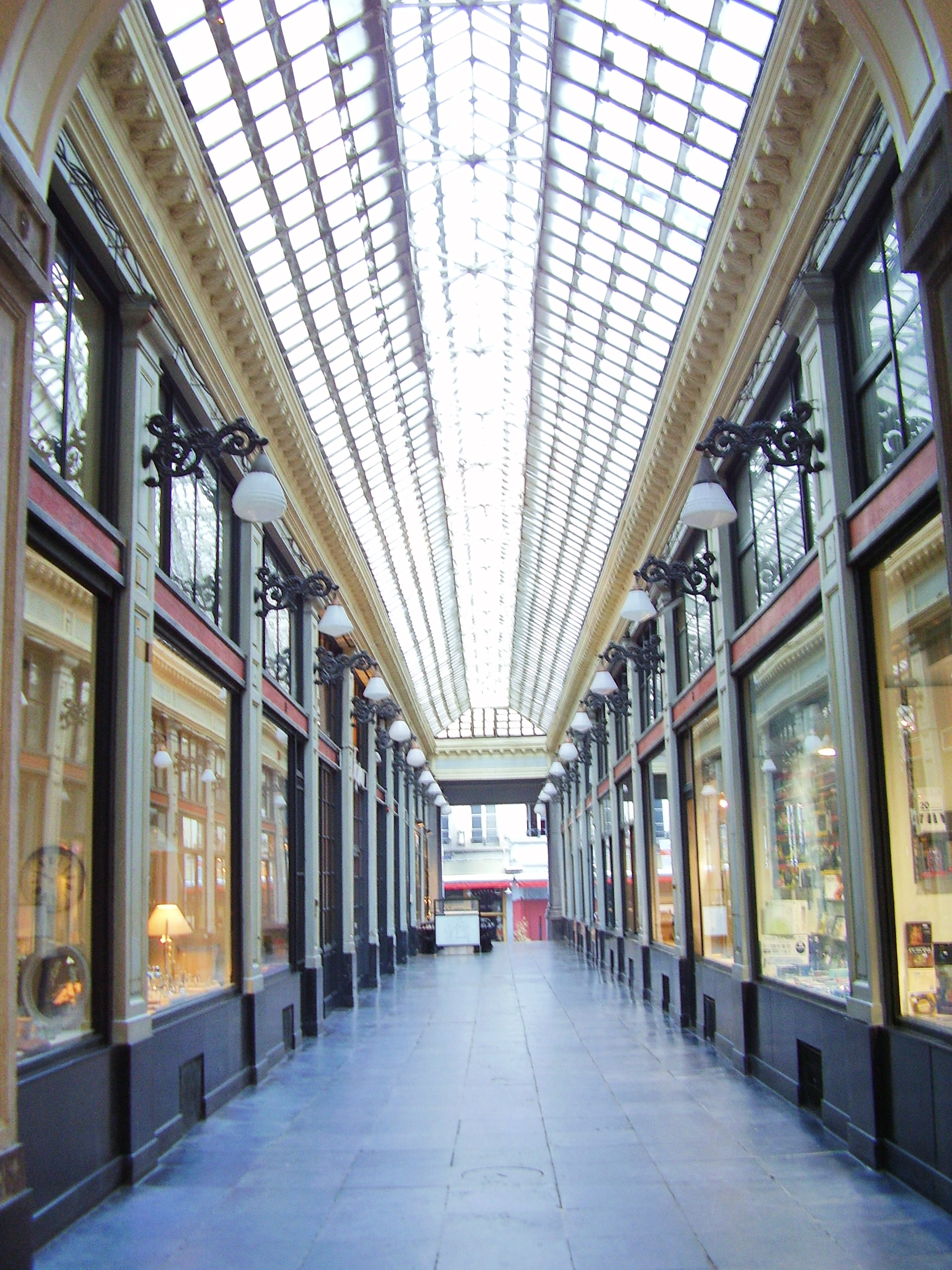
Galerie des Princes.

Les galeries royales se composent de deux sections principales, chacune longue de plus de 100 mètres, et d'une galerie latérale plus petite. Les sections principales sont séparées par un péristyle à l'intersection de la rue des Bouchers et du complexe des galeries. À cet endroit, la perspective rectiligne des galeries présente une discontinuité. Ce « coude » a été introduit délibérément afin de rendre moins fastidieuse la longue perspective des galeries, avec sa répétition d'arcades, de pilastres et de fenêtres.
Des appartements occupent le premier étage au-dessus des boutiques et salles de spectacle qui s'étendent sur les deux rives de la chaussée couverte exclusivement piétonne qui parcourt les trois passages.

### Galerie du Roi
La galerie du Roi s'étend de la rue des Bouchers à la rue d'Arenberg et la rue de l'Ecuyer. Elle abrite notamment le théâtre royal des Galeries.

### Galerie de la Reine
La galerie de la Reine s'étend de la rue du Marché aux Herbes à la rue des Bouchers. Elle héberge le théâtre du Vaudeville, inauguré en 1884 sous le nom de « Casino Saint-Hubert ».

### Galerie des Princes
La galerie des Princes s'étend de la galerie du Roi à la rue des Dominicains. Elle était anciennement appelée « passage du Prince ». L'inscription est gravée dans la pierre au-dessus de l'entrée. La galerie des Princes abrite la librairie Tropismes, le 5 de la galerie des Princes (chambre d'hôte), et le restaurant L'Ogenblik.

## Accès
| ___ | Ce site est desservi par la station de métro : Gare Centrale. |

## Galerie de photographies

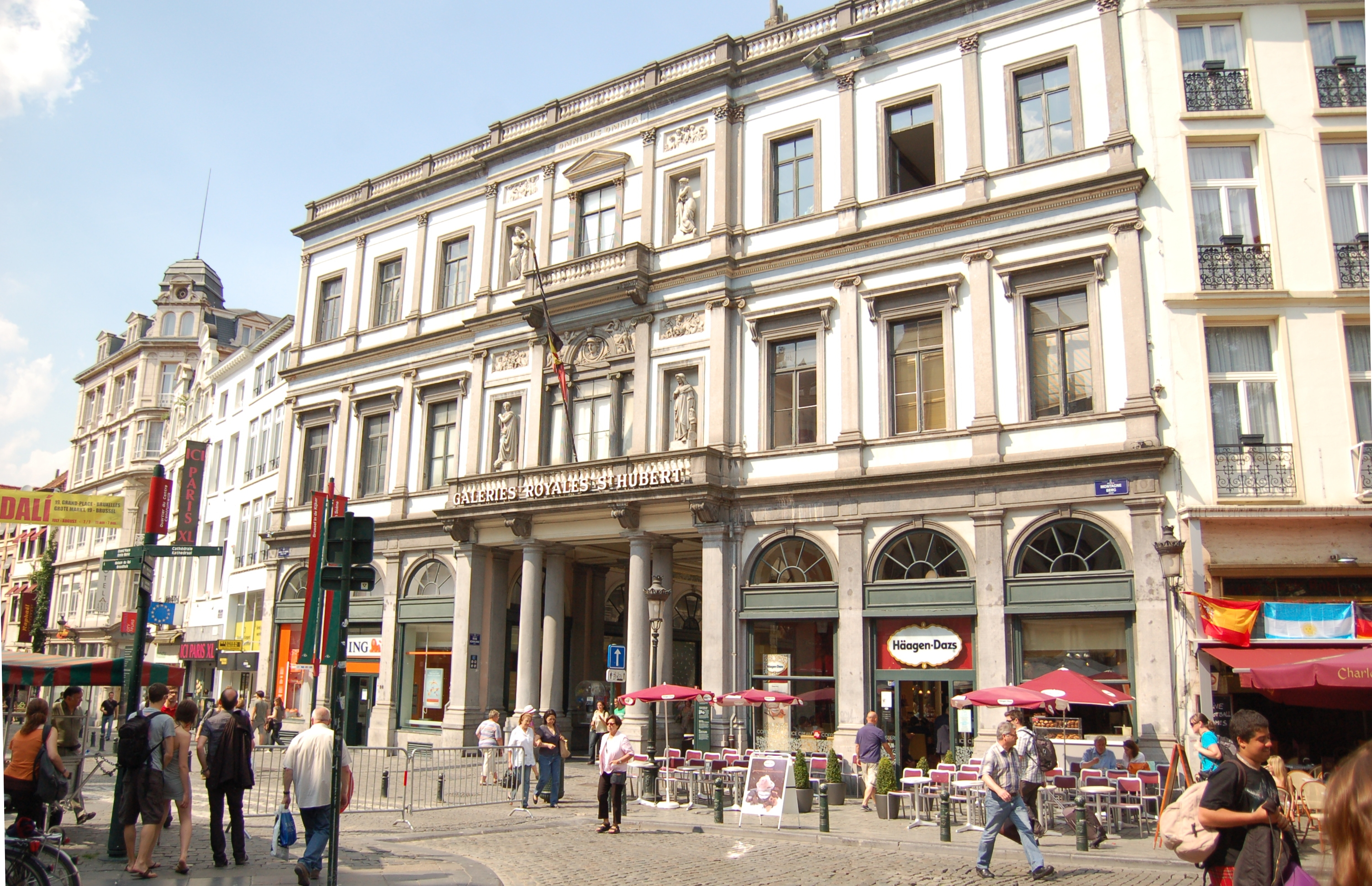
L'entrée sud sur la rue du Marché aux Herbes.
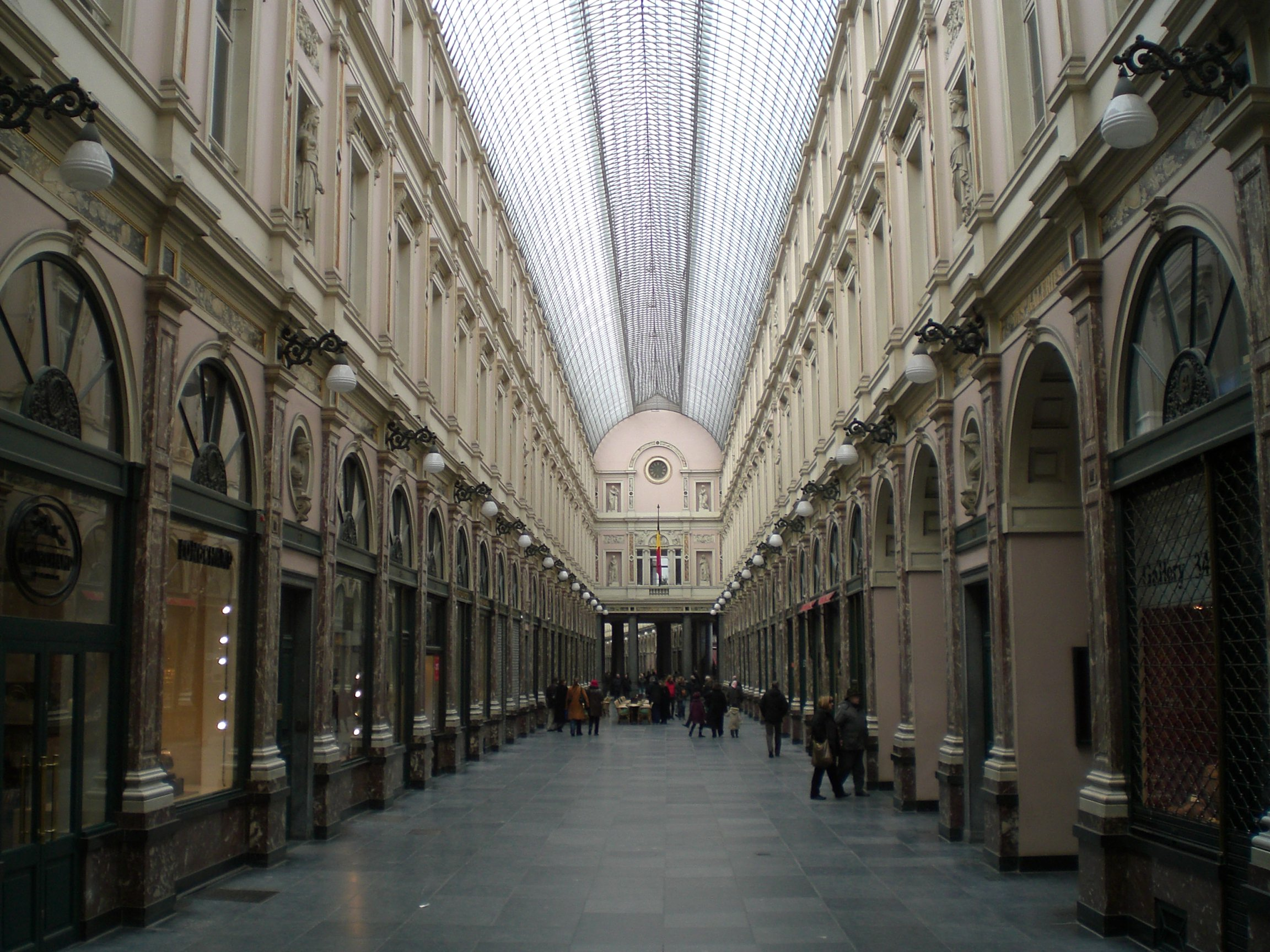
Galerie du Roi.
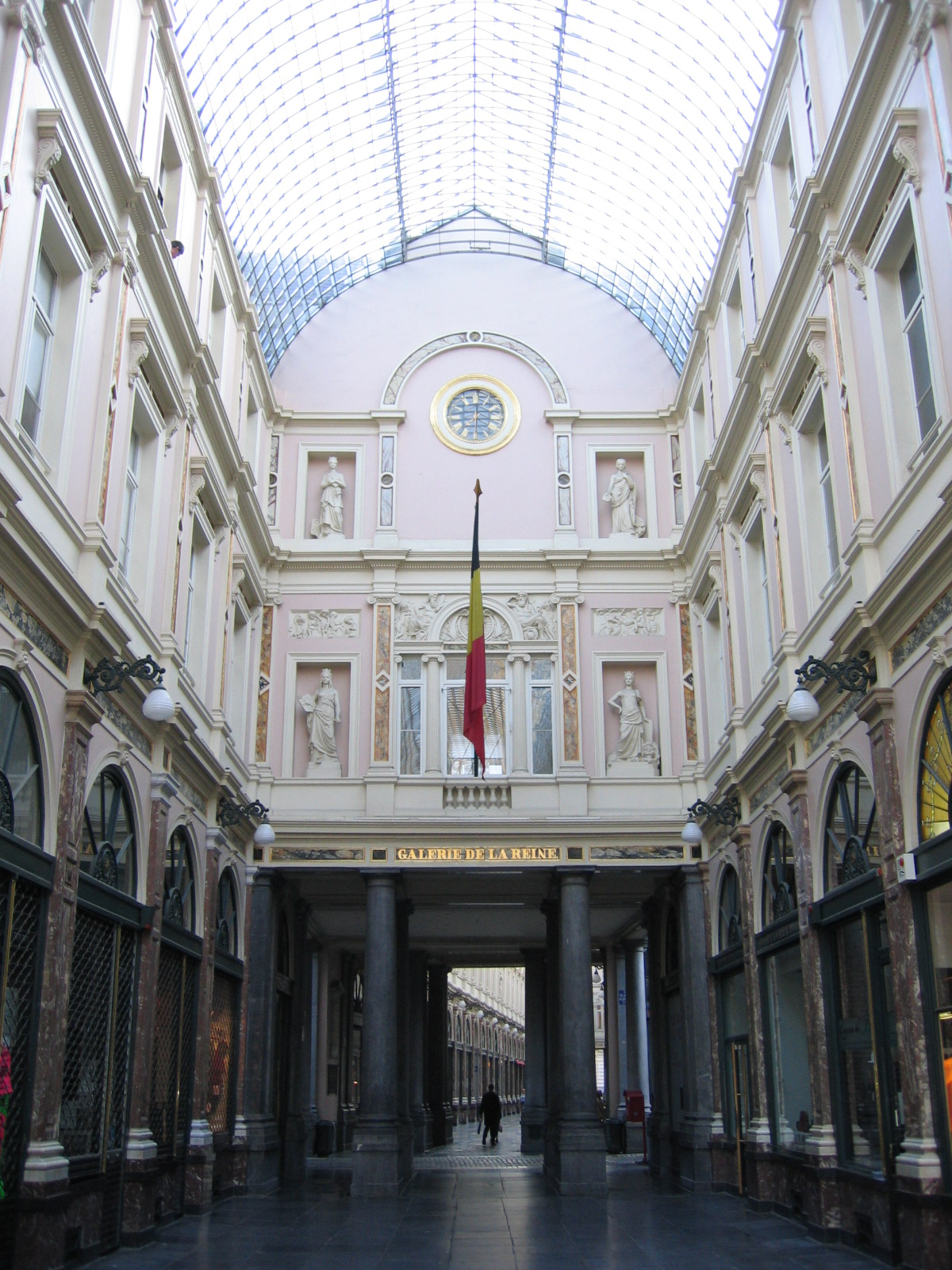
Galerie de la Reine.
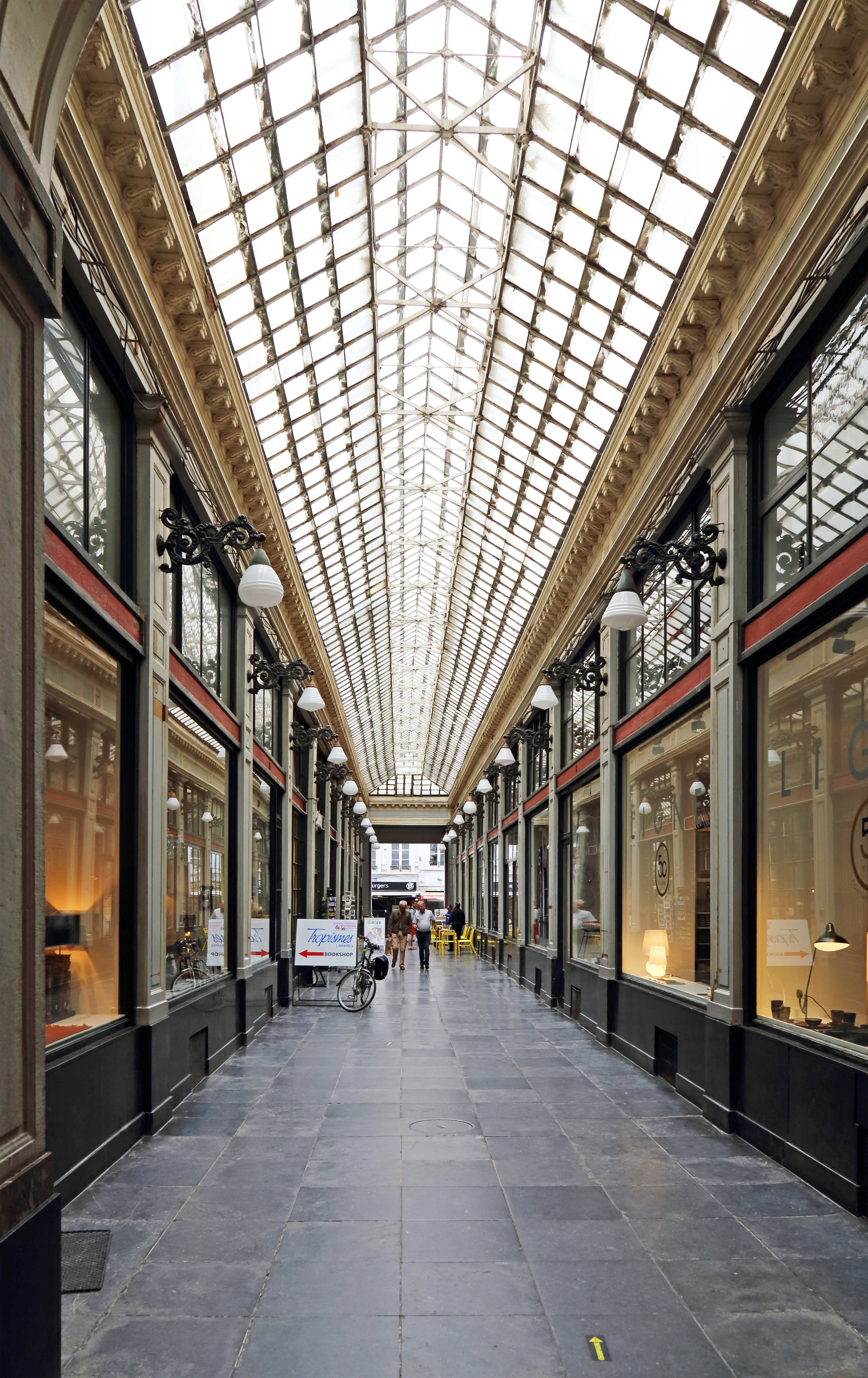
Galerie des Princes.
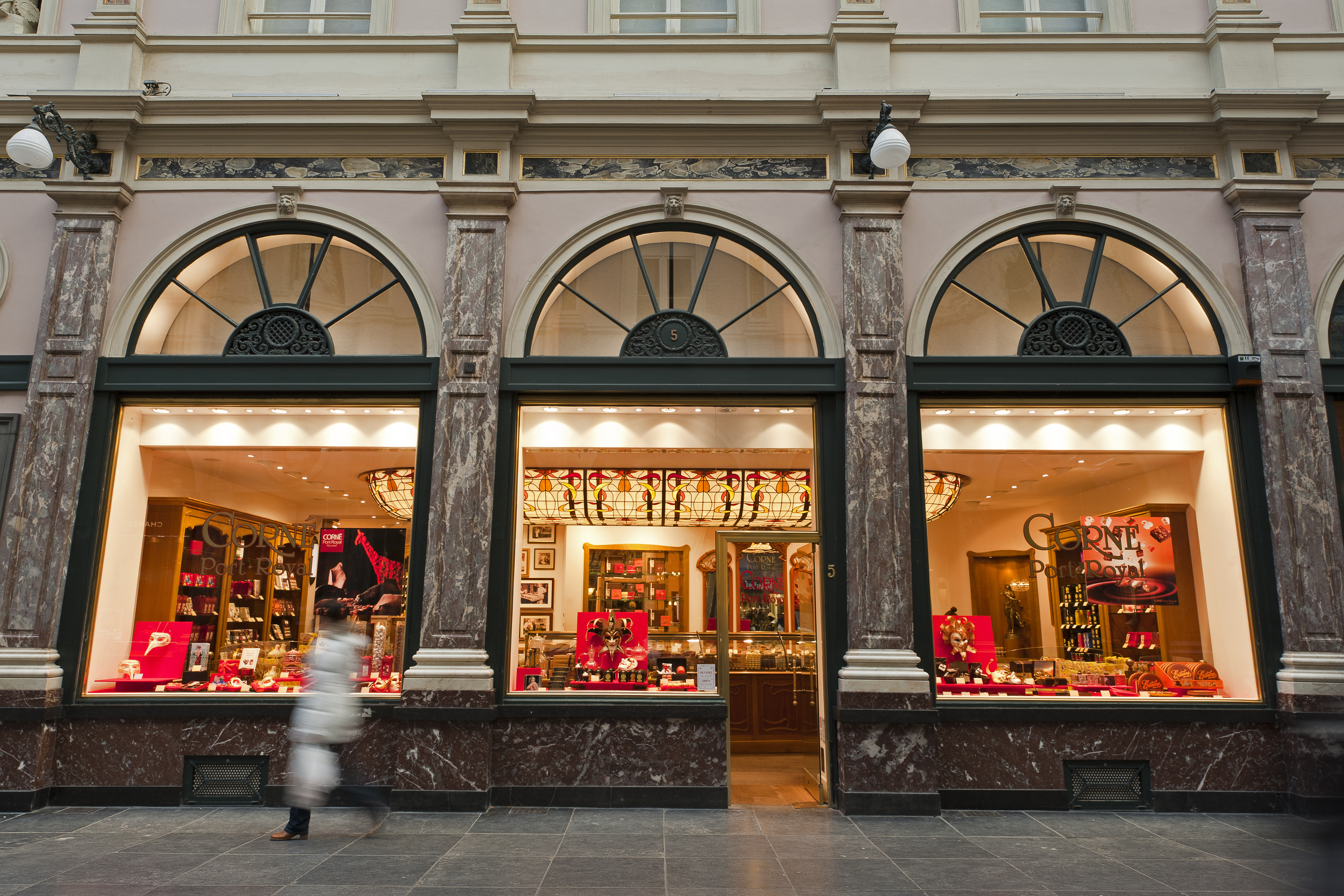
Magasin de chocolat.